# Kościół św. Maurycego w Wolkenburgu
Kościół św. Maurycego w Wolkenburgu (niem. St. Mauritiuskirche Wolkenburg, także: Neue Pfarrkirche) – należący do Kościoła Ewangelickiego w Niemczech, zabytkowy, klasycystyczny kościół zlokalizowany przy ulicy Am Schloß w Wolkenburgu, części miasta Limbach-Oberfrohna (Saksonia, Niemcy).

## Historia
Kamień węgielny pod świątynię położono 12 kwietnia 1794. Obiekt miał być wzniesiony według planów Detleva Carla Grafa von Einsiedel, jednak zaplanował on wadliwie tak statykę, jak i konstrukcję budowli. Do realizacji sprowadził więc architekta Johanna Augusta Giesela (nadwornego budowniczego z Drezna). W budowie uczestniczyli m.in. mistrz murarski Christian Gottlob Gränz oraz mistrz stolarski, Johann Gottlieb Illgen. Pod budowę zburzono kuźnię i karczmę. Obiekt, który wznoszono dziesięć lat, osadzono na skale, na której stoi także wolkenburski zamek. Został konsekrowany 29 października 1804.
Po zjednoczeniu Niemiec kościół był opisywany w broszurach turystycznych pod nazwą St. Mauritius, mimo że nigdy nie uzyskał takiego wezwania. Po badaniach historycznych rada kościelna zdecydowała w październiku 2016, aby nadać mu nazwę Neue Pfarrkirche, tak jak podczas konsekracji w 1804.

## Architektura
Kościół zbudowany jest na planie krzyża greckiego, jest halowy z prezbiterium zamkniętym półkoliście. Od zachodu przylega doń portyk oraz wieloczłonowa wieża. Strop jest płaski, z malowidłami iluzjonistycznymi. Wnętrze otaczają galerie.

### Ołtarz
Ołtarz główny wykonany jest ze stiuku udającego marmur i ma formę greckiego ołtarza ofiarnego. Po prawej i lewej stronie umieszczono żeliwne rzeźby aniołów z misą ofiarną i kadzielnicą. Odlano je w początku XIX wieku w zakładach Lauchhammer. Ołtarz Wniebowstąpienia Pańskiego został podarowany przez Saksońskie Ministerstwo Edukacji. Obraz w nim namalował Sascha Schneider (1905). Obraz, obecnie wiszący w baptysterium, był pierwotnie obrazem ołtarzowym (ostatnie dzieło Adama Friedricha Oesera).

## Organy
Organy są dziełem braci Jehmlich z Drezna i zostały zainstalowane jako drugie organy podczas renowacji w 1904. Mają 22 głosy. Restaurowano je w 2002.

## Galeria

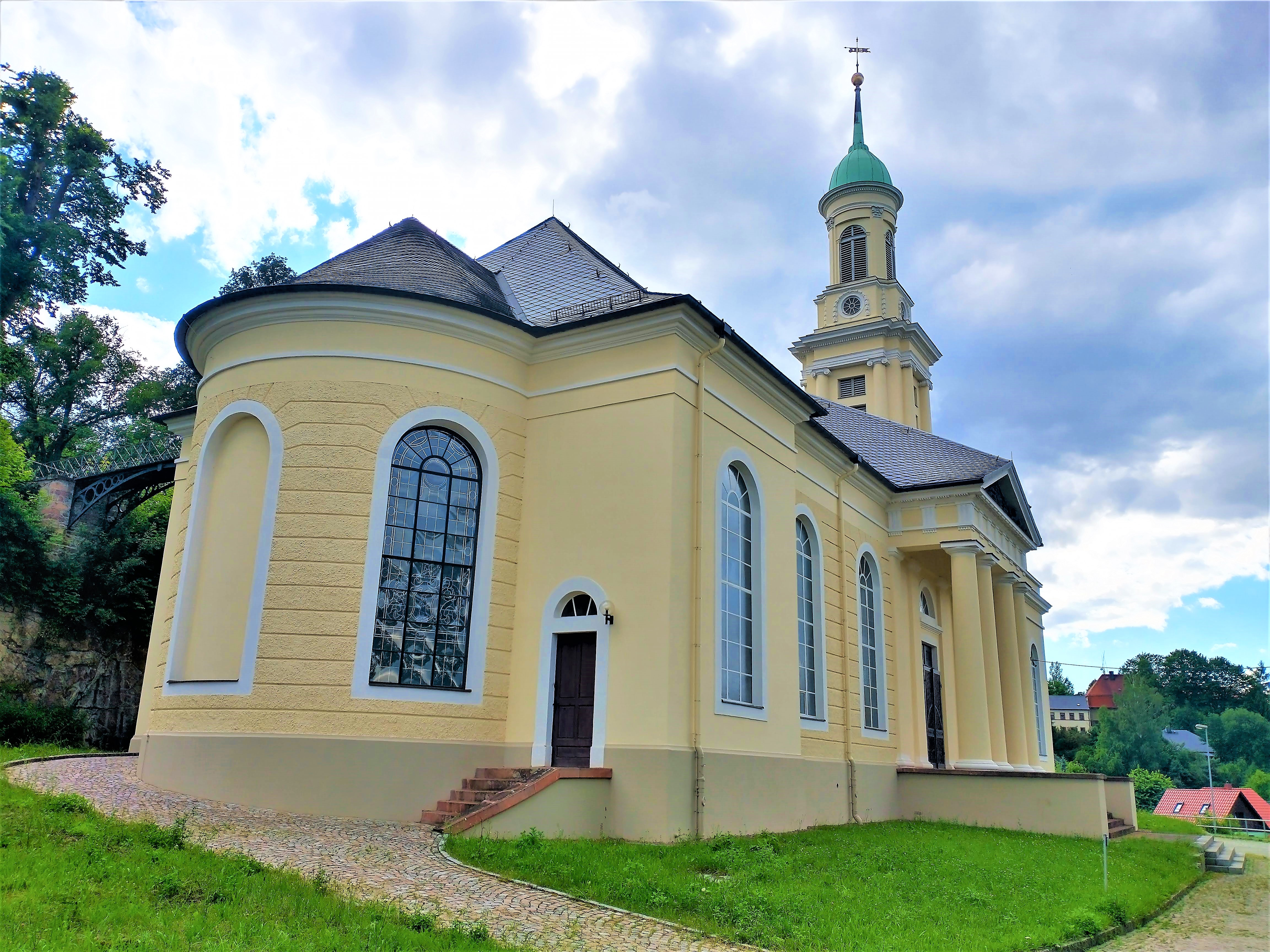
Widok od prezbiterium
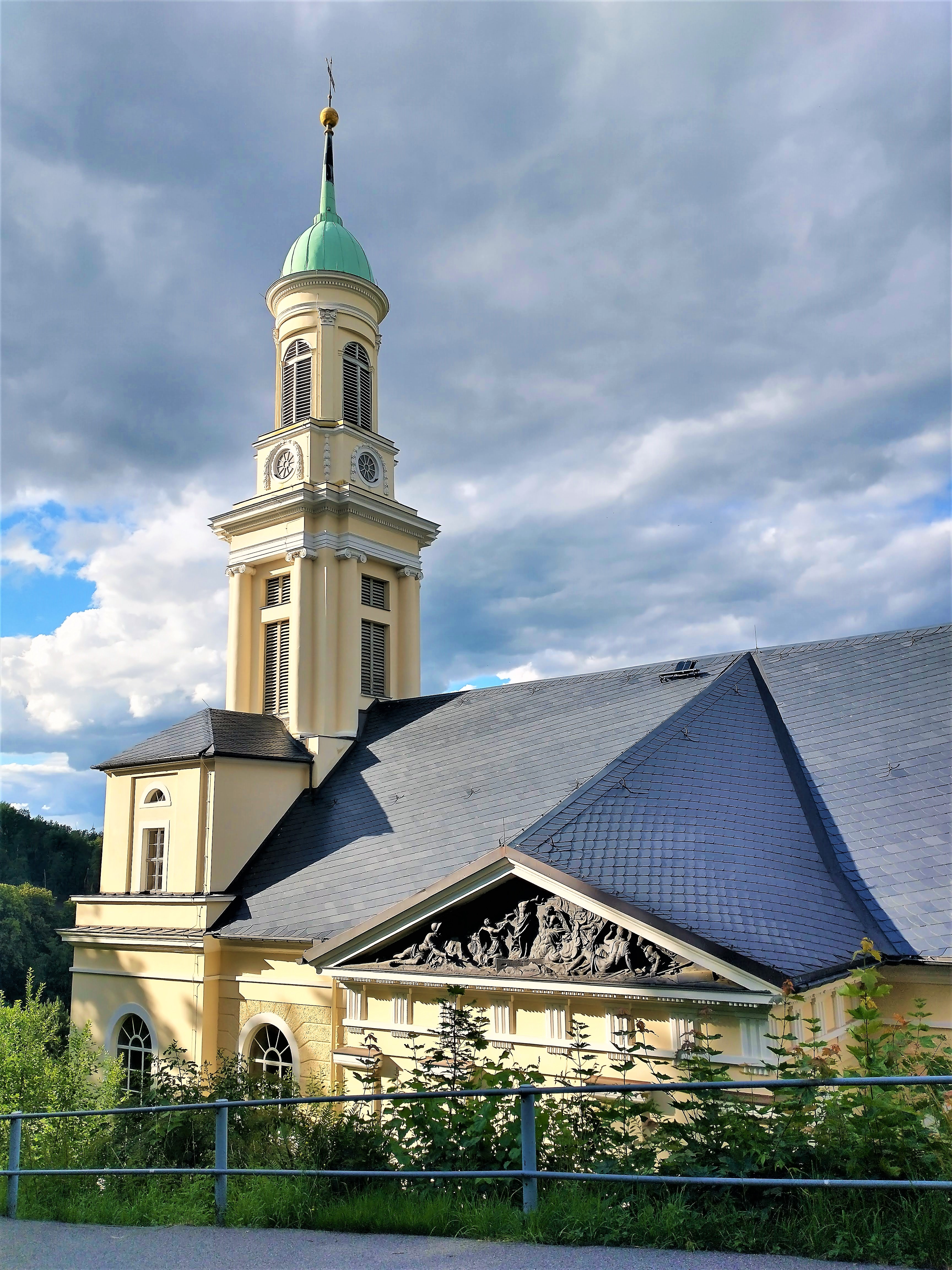
Tympanon
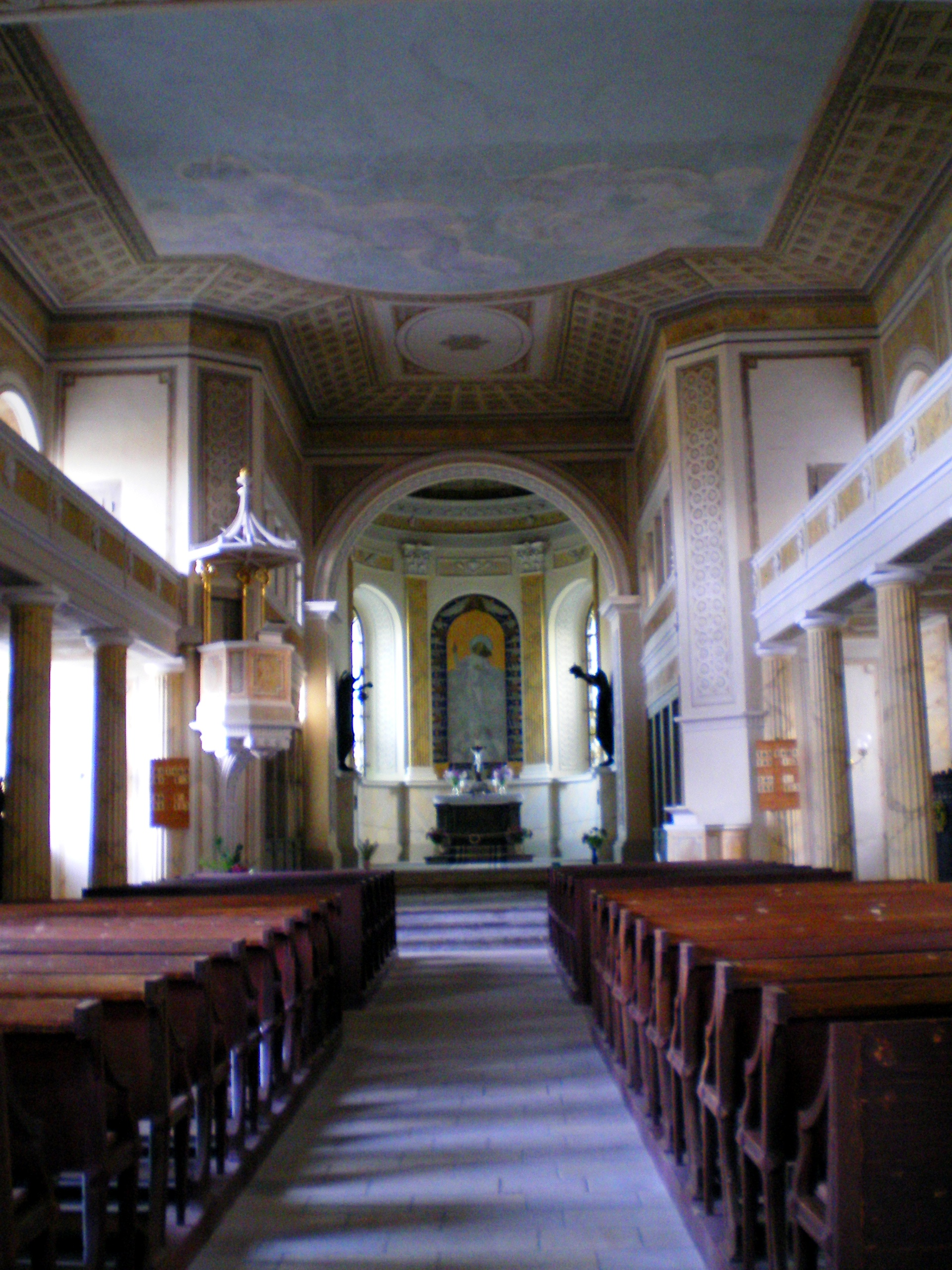
Wnętrze